# Kacper Smoliński (muzyk)
Kacper Piotr Smoliński (ur. 8 grudnia 1990 roku w Sztumie) – polski harmonijkarz jazzowy, kompozytor oraz reżyser dźwięku, członek zespołu Weezdob Collective. Swoją edukację zawodową rozpoczął od studiów na wydziale Reżyserii Dźwięku na Uniwersytecie im. Adama Mickiewicza w Poznaniu w 2009 roku, podczas których kształcił się pod kierunkiem realizatora nagrań Piotra Madziara. Następnie, w 2013 roku rozpoczął studia licencjackie na kierunku Kompozycja z Aranżacją w klasie dr. Krzesimira Dębskiego w Akademii Muzycznej w Poznaniu. Rok później, w 2014, dostał się na uczelnię muzyczną Universität der Künste Berlin, którą ukończył w 2019 roku. Podczas studiów w Berlinie miał okazję pracować pod okiem takich muzyków, jak Peter Weniger, Kurt Rosenwinkel, Greg Cohen, Geoffroy de Masure, Gerard Presencer, Hendrik Meurkens. Równolegle do studiów w Berlinie, ukończył harmonijkę jazzową na studiach II stopnia w Akademii Muzycznej w Poznaniu.
Smoliński jest laureatem licznych nagród, m.in.: nagroda dla najlepszego solisty na Internationale Jazzwoche Burghausen 2019, nagroda specjalna dla największej indywidualności konkursu na Jazz Nad Odrą Festival 2018 czy II miejsce na VIII Międzynarodowym Konkursie Improwizacji Jazzowej w Katowicach 2017. Zwycięzca ankiety Jazz Top 2019 magazynu Jazz Forum w kategorii instrumentów różnych. Współtwórca docenianego na wielu festiwalach i konkursach zespołu Weezdob Collective (m.in. Grand Prix Jazz nad Odrą 2018, Grand Prix Blue Note Jazz Competition 2016), z którym w 2020 roku wydał album „Komeda, Ostatnia Retrospekcja…”. Współtworzy grupę Jazz Forum Talents, skupiającą młode talenty polskiego jazzu. Współpracuje z Włodkiem Pawlikiem, zespołem Dagadana oraz Mo’ Blow, jest także członkiem Poznan Jazz Philharmonic Orchestra. Ma na swoim koncie koncerty z takimi artystami, jak Leszek Możdżer, Billy Cobham, Krzysztof Herdzin, Agnieszka Duczmal, Marcin Pospieszalski, Tingvall Trio, Vinx, Jean-Luc Ponty, Stanley Jordan, E.J. Strickland. Koncertuje w Polsce i na świecie (m.in. Stany Zjednoczone, Niemcy, Czechy, Ukraina). 
W 2018 roku otrzymał stypendium Młoda Polska oraz stypendium Marszałka Województwa Pomorskiego. Był także wykładowcą klasy harmonijki ustnej podczas warsztatów jazzowych Cho-Jazz 2020. Obecnie pracuje nad swoim pierwszym, autorskim albumem z zespołem złożonym z czołowych polskich muzyków ze świata jazzu i klasyki.